# Epidermální růstový faktor

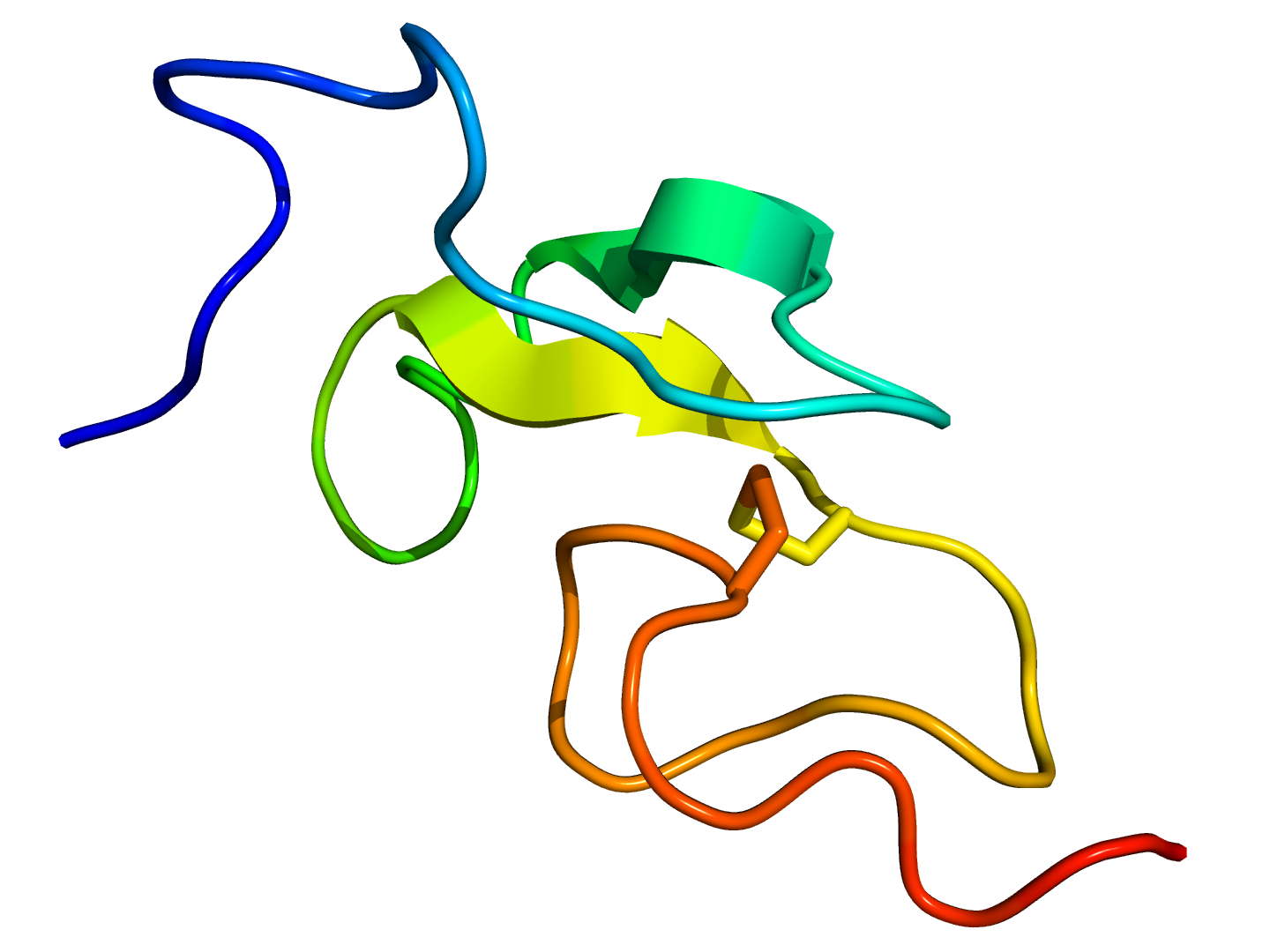
Myší epidermální růstový faktor

Epidermální růstový faktor (EGF – epidermal growth factor) je protein o velikosti 6 kDa skládající se z 53 aminokyselin a tří intramolekulárních disulfidických můstků, řazený mezi mitogeny (látky stimulující buněčné dělení čili mitózu).

## Popis
EGF kontroluje velké množství různých buněčných procesů; stimuluje buněčné dělení (proliferaci), diferenciaci a migraci různých typů eukaryotických buněk, zejména epitelových. V patofyziologických případech přispívá EGF k ochraně epitelu před úrazem, podílí se na vývoji tkání a má pozitivní vliv na regeneraci rány a tkáně po ischemickém poranění ledvin, srdce a střeva, kdy podávání vyšších dávek urychluje proces hojení. V prostředí chronické rány se však exogenní EGF degraduje, čímž dochází k inhibici epitelizace. Společně s dalšími členy rodiny EGF se rovněž účastní transportu iontů.
V těle je EGF široce exprimován, byl detekován ve slinách, mléce, plazmě, moči, plodové vodě a střevní tekutině , která je produkována podčelistními slinnými žlázami, mléčnými žlázami, placentou, ledvinami a dvanáctníkem.
V tenkém střevě společně s bakteriemi mléčného kvašení, žlučovými kyselinami a glutaminem plní ochrannou funkci střevního epitelu a udržování homeostázy epitelových buněk. Reguluje expresi proteinů účastnících se těsného buněčného spojení (tight junction), snižuje autofágii a kolonizaci střevního epitelu patogeny. Je zodpovědný za inhibici apoptózy buněk vyvolanou oxidačním stresem a potlačení produkce žaludečních kyselin. Pro vývoj střevní sliznice je v časném postnatálním období hlavním zdrojem EGF mateřské mléko.

### Signalizace
EGF se váže ke svým specifickým receptorům na povrchu buňky, EGF receptorům (EGFR). Tyto receptory fungují jako proteinkinázy, jež fosforylují konkrétní místa na bílkovinách a signál se na druhé straně membrány přenáší buněčnou signalizací dál. EGFR, také známý jako ErbB1 nebo HER1, je transmembránový receptor o velikosti 170 kDa s aktivitou tyrosinkinázy (RTK), který patří do nadrodiny EGFR/ErbB, lokalizovaný zejména na površích enterocytů.
Po vazbě ligandu vytvoří EGFR homodimery s jiným EGFR nebo dalšími členy rodiny ErbB, mezi které patří ErbB2/Neu/HER2, ErbB3/HER3, ErbB4/HER4. Pro aktivaci tyrosinkináz je klíčová dimerizace receptoru. Následné autofosforylaci tyrosinových zbytků předchází vazba SH2 aktivující signální dráhy Ras/Raf/MEK/ERK, JAK/STAT, PI3K/AKT/mTOR a PLCγ/PKC. Tyto dráhy ovlivňují diferenciaci, proliferaci buněk, apoptózu a regulují vývoj orgánů, růst, transport iontů, regeneraci a další fyziologické procesy. Některé viry kódují bílkoviny podobné EGF a zajišťují si tak dostatečné množení jejich hostitelských buněk.

### EGF a nádory
Zvýšená aktivita EGFR byla zjištěna u řady nádorů (nemalobuněčného karcinomu plic, kolorektálního karcinomu, karcinomu glioblastomu, rakoviny vaječníků, prostaty nebo slinivky břišní) v důsledku větší syntézy EGF a nadměrné exprese EGFR, případně mutace v EGFR. Proliferace a migrace nádorových buněk probíhá prostřednictvím cest EGFR-Ras/Raf/MEK/ERK a EGFR-PI3K/AKT. U těchto buněk je narušena autofágie a podpořena stimulace EGF matrixovými metaloproteinázami. Progresivní růst těchto buněk je zajištěn i sníženým množstvím mikroRNA, která reguluje transkripční faktory onkogenů.

#### Léčba
Léčba těchto nádorů zahrnuje podávání monoklonálních protilátek (cetuximab, panitumumab), které inhibují vazbu ligandu na EGFR. Látky gefitinib, erlotinib a lapatinib blokují tyrosinkinázu po aktivaci EGFR. Další možností léčby je aplikace antiEGFR vakcín, které vyvolají imunitní odpověď proti nádorovým buňkám exprimující EGFR.